# Boomtown Rats
The Boomtown Rats je irski rock i punk sastav iz Dún Laoghairea, nedaleko Dublina. Sastav je osnovao pjevač Bob Geldof 1975., ali već 1976. sele za London kada je sastav bio dio novog vala. Postaju poznati 1978. sa singlom  "Like Clockwork" i albumom A Tonic for the Troops. Njihova napjoznatija pjesma bio je hit "I Don't Like Mondays" kog su objavili 1979.

## Članovi
sadašnji članovi
- Bob Geldof – vokal, gitara, usna harmonika (1975. – 1986., 2013.–)
- Garry Roberts – solo gitara, prateći vokal (1975. – 1986., 2013.–)
- Pete Briquette – bas gitara, keyboard, prateći vokal (1975. – 1986., 2013.–)
- Simon Crowe – bubnjevi, udaraljke, prateći vokal (1975. – 1986., 2013.–)

bivši članovi
- Johnnie Fingers – keyboard, piano, prateći vokal (1975. – 1986.)
- Gerry Cott – ritam gitara, prateći vokal (1975. – 1981.)

## Diskografija, albumi
Studijski albumi
- 1977. – The Boomtown Rats
- 1978. – A Tonic for the Troops
- 1979. – The Fine Art of Surfacing
- 1981. – Mondo Bongo
- 1982. – V Deep
- 1984. – In the Long Grass
- |2020. – Citizens of Boomtown

## Vanjske poveznice
- Službene stranice  Arhivirana inačica izvorne stranice od 22. veljače 2011. (Wayback Machine)